# Колтън (Калифорния)
Колтън (на английски: Colton) е град в щата Калифорния, САЩ. Колтън се намира в окръг Сан Бернардино и е с население от 47 662 жители (2000 г.) и обща площ от 40,60 км² (15,70 мили²). Името на града означава „От града на въглищата“.